# Jade Pettyjohn
Jade Elizabeth Pettyjohn (Los Ángeles, California; 8 de noviembre de 2000) es una actriz estadounidense, conocida por sus papeles de McKenna Brooks en An American Girl: McKenna Shoots for the Stars y de Summer en School of Rock de Nickelodeon.

## Vida y carrera
Antes de su carrera en el cine y la televisión, actuó junto a una compañía de danza y canto infantil a partir de los siete años. Pettyjohn en sus inicios desempeño varios roles como actriz invitada en series de televisión como Revolution, Criminal Minds: Suspect Behavior, y Grimm.
En 2012 protagonizó la película infantil An American Girl: McKenna Shoots for the Stars, donde interpretó a la niña gimnasta McKenna Brooks. 
En 2016 y con 15 años de edad la carrera de Jade subió como la espuma al protagonizar durante dos años la serie de televisión de Nickelodeon, School of Rock, donde interpretó a Summer Hathaway, una chica ejemplar de 12 años.
En enero de 2017 fue estrenada por Nickelodeon la película Rufus 2, donde la joven fue coprotagonista interpretando a Kat.
Poco después de grabar  el último episodio de School of Rock, fue añadida al elenco de la película Destroyer, perteneciente al género policíaco dirigida por Karyn Kusama, estrenada oficialmente en diciembre de 2018.

## Filmografía

### Cine
| Año  | Título           | Papel           |
| ---- | ---------------- | --------------- |
| 2009 | S.H.M.I.L.U.     |                 |
| 2009 | Stranger         | Anna            |
| 2011 | Prodigal         | Samantha O'Neil |
| 2014 | Dakota's Summer  | Summer Jennings |
| 2015 | Shangri-La Suite | Karen (joven)   |
| 2016 | Girl Flu         | Bird            |
| 2018 | Destroyer        | Shelby Bell     |

### Televisión
| Año     | Título                                         | Papel                                       | Notas                                                       |
| ------- | ---------------------------------------------- | ------------------------------------------- | ----------------------------------------------------------- |
| 2008    | The Mentalist                                  | Julie Sands                                 | Episodio: "Ladies in Red"                                   |
| 2010    | United States of Tara                          | Kammy                                       | Episodios: "Trouble Junction" & "The Truth Hurts"           |
| 2011    | Criminal Minds: Suspect Behavior               | Samantha Weller                             | Episodio: "Two of a Kind"                                   |
| 2012    | Grimm                                          | April Granger                               | Episodio: "The Bottle Imp"                                  |
| 2012    | An American Girl: McKenna Shoots for the Stars | McKenna Brooks                              | Película para televisión                                    |
| 2012–13 | Revolution                                     | Charlie Matheson (11 años)/Samantha (joven) | 3 episodios                                                 |
| 2014    | The Last Ship                                  | Ava Tophet                                  | Recurrente, 6 episodios                                     |
| 2014    | All I Want for Christmas                       | Megan Farley                                | Película para televisión                                    |
| 2014–15 | Henry Danger                                   | Chloe Hartman                               | Episodios: "Henry The Man-Beast" y "One Henry, Three Girls" |
| 2015    | Nickelodeon's Ho Ho Holiday Special            | Ella misma                                  | Especial para televisión                                    |
| 2016–18 | School of Rock                                 | Summer Hathaway                             | Elenco principal                                            |
| 2016    | Pure Genius                                    | Madeline Sorenson                           | Episodio: "A Bunker Hill Christmas"                         |
| 2017    | Rufus 2                                        | Kat                                         | Película para televisión                                    |
| 2017    | Nickelodeon's Not So Valentine's Special       | Chica de la Malteada                        | Especial para televisión                                    |
| 2017    | Nickelodeon's Sizzling Summer Camp Special     | Ella Misma                                  | Especial para televisión                                    |
| 2017    | Nicky, Ricky, Dicky & Dawn                     | Rose Dirken                                 | Episodio: "The Wonderful Wizard of Quads"                   |
| 2020    | Little Fires Everywhere                        | Lexie Richardson                            | Elenco principal                                            |
| 2020    | Big Sky                                        | Grace Sullivan                              | Elenco principal                                            |
| 2025    | The Rookie                                     | Aimee                                       | Episodio: "The Return"                                      |

### Videojuegos
| Año  | Título                 | Papel                      |
| ---- | ---------------------- | -------------------------- |
| 2016 | World of Final Fantasy | Chica Que Olvido Su Nombre |